# Macchina operatrice
In generale, per macchina operatrice si intende una macchina che utilizza l'energia esterna fornita alla macchina (ad esempio energia elettrica) per modificare la forma, la posizione o la natura di materiali o fluidi.

## Per lavori edili, civili e agricoltura
Nel linguaggio corrente il termine "macchina operatrice" viene solitamente applicato a un insieme più ristretto di dispositivi, addetti a lavori specifici, come gli escavatori, le macchine per le lavorazioni stradali, le macchine edili ed agricole, a prescindere dal fatto che siano a ruote o a cingoli, semoventi o trainate.
Nel Codice della strada italiano, le macchine operatrici sono definite come:

## Macchine a fluido
Nel contesto delle macchine a fluido si intende per "macchina operatrice" una macchina che trasferisce energia al fluido elaborato a spese di lavoro meccanico in ingresso all'albero della macchina. Ad esempio pompe, compressori e ventilatori sono macchine operatrici. Si contrappongono alle macchine motrici.